# Waśkiewicz (herb szlachecki)

Herb Waśkiewicz (Waskiewicz) w ujęciu plastycznym Tadeusza Gajla

Herb Krzyż VIII w ujęciu plastycznym Tadeusza Gajla

Herb Krzyż IX w ujęciu plastycznym Tadeusza Gajla

Waśkiewicz (Waskiewicz, Krzyż VIII) – polski herb szlachecki, odmiana herbu Krzyż.

## Opis herbu
Opis z wykorzystaniem klasycznych zasad blazonowania:
W polu błękitnym krzyż złoty rozdarty u dołu. Klejnot nad hełmem w koronie trzy pióra strusie. Labry błękitne, podbite złotem.

## Najwcześniejsze wzmianki

### Sfragistyka
Franciszek Piekosiński wymienia kilka pieczęci XVI-wiecznych z podobnym godłem, które jednak należały do niezidentyfikowanej szlachty. Wszystkie godła przedstawiały krzyż z rozdartą nogą. Na pieczęci szlachcica ruskiego z 1570 roku znajdowała się dodatkowo podpora nad rozdarciem z prawej. Na pieczęci z rękopisu z Muzeum Czartoryskich znajduje się herb czteropolowy, gdzie w ostatnim polu krzyż z nogą rozdartą aż do przewierci. Na pieczęci z dokumentu z 1590 przekrzyżowane jest lewe rozdarcie, zaś na innej z 1570 roku – prawe.  

### Występowanie w herbarzach polskich
Herb po raz pierwszy pojawia się w Gnieździe cnoty Bartosza Paprockiego z 1578 roku. Nie zostały określone jego barwy ani klejnot. Również w kolejnym dziele Paprockiego z 1584 roku, Herby rycerstwa polskiego nie został określony klejnot i barwy.
Herb z określeniem barw (krzyż złoty, pole błękitne) przytoczył Szymon Okolski w 3 tomie Orbis polonus z 1645 roku. Okolski podał też informację, że herb ten został nadany przez Władysława Jagiełłę za zwycięskie walki z Tatarami.
Herb notuje Wojciech Wijuk Kojałowicz w Compendium z 1650 roku jako Krzyż. Nie odnotowana jest barwa krzyża, za to pojawia się klejnot. Kojałowicz podaje także wariant godła z przekrzyżowanym jednym rozdarciem.
W herbarzyku Antoniego Swacha z 1705 roku, będącym kompilacją dzieł poprzednich autorów, m.in. Okolskiego, herb odmalowany został jak u tego ostatniego, tj. złoty krzyż w błękitnym polu.
Kasper Niesiecki w swojej pracy z 1743 roku przytacza herb z barwami wziętymi z Okolskiego i klejnotem z Kojałowicza.
Ewaryst Andrzej Kuropatnicki w swojej pracy z 1789 roku przytacza herb m.in. za Niesieckim, podaje też informację o nadaniu w czasach Jagiełły.
Piotr Nałęcz-Małachowski w Zbiorze nazwisk szlachty z 1790 roku pod nazwą Waśkiewicz zamieścił opis herbu tożsamy opisem Niesieckiego. Podał także informację, że herb nadany miał być w 1388 roku.
Juliusz Karol Ostrowski w swojej pracy z lat 1897-1906 herb zamieścił pod nazwą Krzyż VIII i Krzyż IX (wersja z przekrzyżowaną odnogą). W swoich ustaleniach powołuje się m.in. na Niesieckiego i Kojałowicza, ale barwę krzyża daje srebrną.
Emilian Szeliga-Żernicki w Die polnischen Stammwappen z 1904 roku zamieścił pod nazwą Waśkiewicz opis herbu zgodny z opisem Niesieckiego.
Teodor Chrząński w Tablicach odmian herbowych z 1909 roku odmalował herb zgodnie z opisem m.in. Niesieckiego.

### Teoria runiczna Franciszka Piekosińskiego

Runa ýr, z której zdaniem Piekosińskiego wywodzić się mają godła herbowe m.in. Waśkiewiczów

Franciszek Piekosiński, autor hipotezy o runicznym pochodzeniu najstarszych herbów polskich, zalicza Waśkiewiczów do młodszej linii czternastej dynastii, która posługiwała się runą ýr. Od runy tej miało wywodzić się godło herbowe m.in. Waśkiewiczów. Piekosiński wymienia godła herbowe w wersji bez i z przekrzyżowaniem, określając tę drugą jako herb z Kobrynia u Kojałowicza.

### Znamiona bartnicze

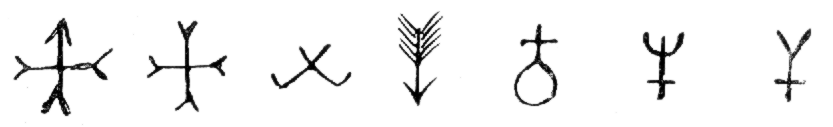
Znamię bartne podobne do godła herbu Waśkiewicz (ostatnie)

Znamię bartne podobne do godła herbu Waśkiewicz, datowane na 1731 rok, przytoczył Zygmunt Gloger.

## Herbowni
Tadeusz Gajl podaje następujące rodziny herbownych:
Koziestański, Narymont, Narymunt, Waszkiewicz, Waśkiewicz, Waśkowski, Wiesztort. 
Gajl pomija nazwisko Waskiewicz, z którym notowany był ten herb m.in. u Niesieckiego.
Oprócz nazwiska tożsamego z nazwą herbu, jak w przypadku każdego herbu własnego, tj. Waśkiewicz i jego oboczności (Waskiewicz, Waszkiewicz), na liście Tadeusza Gajla znajdują się jeszcze nazwiska Koziestański, Wiesztort i Waśkowski. Nazwiska te pochodzą z XIX-wiecznych legitymacji szlachectwa:
- W roku 1802 przedstawiciele pięciu różnych linii rodziny Waskowskich wylegitymowali się z herbem Waskiewicz w guberni wołyńskiej[17].

- W roku 1819 i 1832 przedstawiciele rodziny Wiesztortów wylegitymowali się z herbem Waskiewicz w guberni wileńskiej[18][19].
- Według Seweryna Uruskiego rodzina Koziestańskich po przeniesieniu się na Litwę miała przybrać przydomek Waśkiewicz i wylegitymować się z tym herbem w 1859 roku w osobie Antoniego Koziestańskiego[20].

Na liście Gajla znajduje się też nazwisko Narymunt (Narymont). Ewaryst Andrzej Kuropatnicki notuje nazwisko Narymunt z przydomkiem Wasklewicz bez podania herbu, a zaznaczyć należy, że zna on herb Waśkiewicz. Narymunt-Waszklewicza bez herbu notuje też Seweryn Uruski. Przez Borkowskiego odnotowany został Narymunt o przydomku Waskiewicz, także bez podania herbu.